# Charles Song
Charles Song także Charlie Song (ur. 17 października 1861 w Wenchang,  zm. 3 maja 1918 w Szanghaju) – chiński przedsiębiorca, bliski współpracownik Sun Jat-sena.
Urodził się jako Han Jiaozhun (韓教準) na wyspie Hajnan, był trzecim synem Hana Hongyi. W roku 1878 wyjechał wraz z wujem do Stanów Zjednoczonych, gdzie pracował jako robotnik najemny. Po pewnym czasie podjął pracę u producenta tytoniu Juliana Carra. Carr był misjonarzem Kościoła Metodystycznego i nawrócił Hana na chrześcijaństwo. Na chrzcie Han otrzymał imię Charlie Jones Soon; po kilku latach zmienił pisownię swojego nazwiska, dodając doń literę g. Dzięki pomocy Juliana Carra Song podjął studia i w 1885 roku ukończył teologię na Vanderbilt University, zostając misjonarzem Kościoła Metodystycznego. W 1886 roku jako misjonarz powrócił do Chin.
Po powrocie do kraju zamieszkał w Szanghaju i zajął się sprzedażą makaronu oraz dystrybucją Biblii. Działalność ta przyniosła mu wkrótce znaczny majątek. Jednocześnie zaangażował się w działalność polityczną w republikańskiej opozycji antymandżurskiej. W 1894 roku poznał Sun Jat-sena, z którym nawiązał bliską przyjaźń. Córka Songa, Song Qingling, została w 1915 roku żoną Suna. Jego dwie kolejne córki również poślubiły najbardziej wpływowych ludzi międzywojennych Chin: Song Meiling została żoną Czang Kaj-szeka, zaś Song Ailing poślubiła biznesmena Kong Xiangxi.
Zmarł w Szanghaju, prawdopodobnie z powodu raka żołądka.

## Rodzina
Z małżeństwa z Ni Guizhen (倪桂珍; 1869–1931), poślubioną w 1887 roku, miał sześcioro dzieci:
- córkę Song Ailing (宋靄齡; ur. 14 czerwca 1890 zm. 18 października 1973), żonę Kong Xiangxi od 1914
- córkę Song Qingling (宋慶齡; ur. 27 stycznia 1893 zm. 29 maja 1981), żonę Sun Jat-sena od 1915
- syna Song Ziwena (宋子文; ur. 4 grudnia 1894, zm. 26 kwietnia 1971), premiera Republiki Chińskiej 1930 i 1945–1947
- córkę Song Meiling (宋美齡; ur. 5 marca 1897 lub 1898, zm. 23 października 2003), żonę Czang Kaj-szeka od 1927
- syna Song Zi’ana (宋子安; ur. 1906, zm. 25 lutego 1969), biznesmena
- syna Song Zilianga (宋子良; ur. 1899, zm. 1983), biznesmena